# ITunes LP
iTunes LP (упоминавшийся в прессе до своего выхода под кодовым именем Cocktail («Коктейль») — формат для интерактивного оформления альбомов, представленный компанией Apple 9 сентября 2009 года.

## О формате
Этот формат схож с форматом CMX, будучи разработанным сразу четырьмя крупными звукозаписывающими лейблами. Формат начал использоваться в музыкальных альбомах, начиная с версии iTunes 9, позволяя пользователю просматривать мультимедийные элементы наряду с прослушиванием музыки.
Файлы формата iTunes LP, предназначенные для скачивания, используют закрытый формат файлов с расширением .itlp, в основе которого лежит формат Webarchive, дополненный в рамках специального соглашения, данными в форматах HTML, CSS, JavaScript, CSS Animations, и plist-файлами. Такая технология в файлах iTunes LP обозначается как TuneKit.
По данным на ноябрь 2009 года, было доступно небольшое количество релизов в данном формате, но по прошествии пары месяцев существования формата было постепенно добавлено несколько известных тайтлов.
28 ноября 2009 года к iTunes LP SDK был открыт публичный доступ.
8 марта 2018 года стало известно, что Apple прекращает поддержку iTunes LP.

## О iTunes Extras
iTunes Extras — это дополнительные сопроводительные материалы (вставки) к приобретаемым или приобретённым фильмам, которые могут содержать видео за кадром, комментарии актёров или режиссёра, различные дополнительные материалы и многое другое, что может быть интересно любителям кино в конкретных фильмах. Начиная с версии iTunes-11.3 Apple супермаркет iTunes Store полностью обновил контент, доступный с фильмами в HD-качестве, и он будет доступен совершенно бесплатно для уже купленных фильмов или будет приобретаться автоматически при покупке новых.
iTunes Extras функционирует на приставках Apple TV с прошивкой iOS не ниже v.6.2 и при этом пользователи получат долгожданные дополнительные материалы. Также 10.07.2014 Apple анонсировала, что грядущая iOS-8 позволит зрителям просматривать материалы из iTunes Extras.

## Список альбомов в формате iTunes LP
- Michael – Майкл Джексон
- Resolution — Lamb of God
- She Wolf (Deluxe Version) — Шакира
- Battle Studies (альбом) — Джон Мейер
- Crash Love (Expanded Edition) — AFI
- Black Gives Way to Blue (Bonus Track Version) — Alice in Chains
- Memoirs of an Imperfect Angel — Мэрайя Кэри
- Big Whiskey and the GrooGrux King: iTunes Pass — Dave Matthews Band
- The Doors: 40th Anniversary Mixes — The Doors
- Highway 61 Revisited (Deluxe Version) — Боб Дилан
- So+ — Питер Гэбриэл
- The Blueprint 3 (Deluxe Edition) — Jay-Z
- En Concert (Bonus Track Version) — Джек Джонсон
- Come Away with Me (Deluxe Version) — Нора Джонс
- American Beauty (Deluxe Version) — The Grateful Dead
- The Boy Who Knew Too Much (Deluxe Edition) USA with videos — Мика
- The Boy Who Knew Too Much (Deluxe Edition) EU with live concert audio — Мика
- The Resistance — Muse
- Brand New Eyes (Deluxe Edition) — Paramore
- Fearless (Platinum Edition) — Тейлор Свифт
- Before I Self Destruct — 50 Cent
- Get Yer Ya-Ya’s Out! — The Rolling Stones In Concert (40th Anniversary Deluxe Version) — The Rolling Stones
- Waking Up — OneRepublic
- For Your Entertainment — Адам Ламберт
- Good Evening New York City — Пол Маккартни
- The Things We Left Behind — Blue Rodeo
- Golden Rule — Powderfinger
- IRM (Deluxe Edition) — Шарлотта Генсбур
- Heligoland (Deluxe Version) — Massive Attack
- Recollection (Deluxe Version) — K.D. Lang
- Scratch My Back (Deluxe Version) February 15 — Питер Гэбриэл
- Plastic Beach (Deluxe Version) March 9 — Gorillaz
- Bionic - Christina Aguilera
- This is War - Thirty Seconds to Mars
- The Connection (Deluve Version) - Papa Roach

### Прочее
- Mayhem! — комикс, созданный Тайризом Гибсоном
- Rabbit Hole — Tuesday Spoils
- Justin Bianco — Kingdom Crumble, Nocturnum
- Kieronononon — Brutal Techno Punk Special
- Tryad — Listen (бесплатное скачивание)
- Cartel — Tha Throwback